# Китайские ужи
Китайские ужи (лат. Achalinus) — род змей из семейства Xenodermatidae, обитающих в Азии.

## Описание
Общая длина представителей этого рода колеблется от 40 до 80 см. Голова узкая, туловище стройное. Чешуя с небольшими бугорками или шипиками, расположена нечётными рядами. Окраска оливковая, коричневая или чёрная с различными оттенками. Молодые особи окрашены более красочно.

## Образ жизни
Населяют и горную лесистую местность, холмы. Встречаются на высоте от 1200 до 2300 м над уровнем моря. Активны ночью, питаются земноводными и беспозвоночными.

## Размножение
Это яйцекладущие змеи.

## Распространение
Обитают на востоке Китая, на Тайване, в Японии и северном Вьетнаме.

## Классификация
На октябрь 2020 года в род включают 13 видов:
- Achalinus ater Bourret, 1937
- Achalinus emilyae Ziegler et al., 2019
- Achalinus formosanus Boulenger, 1908
- Achalinus hainanus Huang, 1975 — Хайнаньский уж
- Achalinus jinggangensis (Zong & Ma, 1983)
- Achalinus juliani Ziegler et al., 2019
- Achalinus meiguensis Hu & Zhao, 1966
- Achalinus niger Maki, 1931
- Achalinus rufescens Boulenger, 1888 — Красноватый китайский уж
- Achalinus spinalis Peters, 1869
- Achalinus timi Ziegler et al., 2019
- Achalinus werneri Van Denburgh, 1912
- Achalinus yunkaiensis Wang, Li & Wang, 2019